# Allaktit
Allaktit ist ein sehr selten vorkommendes Mineral aus der Mineralklasse der „Phosphate, Arsenate und Vanadate“. Es kristallisiert im monoklinen Kristallsystem mit der chemischen Zusammensetzung Mn2+7[(OH)4|AsO4]2 und ist damit chemisch gesehen ein Mangan-Arsenat mit zusätzlichen Hydroxidionen.
Allaktit entwickelt schmale, tafelige bis prismatische Kristalle bis etwa sechs Millimeter Länge und glasähnlichem Glanz auf den Oberflächen. Die Farbe des Minerals variiert je nach Fremdbeimengungen von braun bis bräunlichrot oder dunkel- bis hellrotviolett. Sehr selten können auch fast farblose bis weiße Allaktitkristalle gefunden werden. Die Strichfarbe ist dagegen grau bis blassbraun.
Allaktit ist das Arsenatanalogon des 2010 entdeckten Argandits (Mn7[(OH)4|VO4]2).

## Etymologie und Geschichte
Erstmals entdeckt wurde Allaktit in der „Mossgruvan“ (auch Moss Mine) am Nordmarksberg bei Nordmark (Gemeinde Filipstad) in der schwedischen Provinz Värmland. Die Erstbeschreibung erfolgte 1884 durch Hjalmar Sjögren, der das Mineral nach dem pseudo-griechischen Wort αλλάκτειν alláktein (korrekt ἀλλάσσειν allássein mit dem Wortstamm *ἀλλαγ- *allag-) für „ändern“ oder „wechseln“ benannte. Sjögren wählte den Namen aufgrund des starken Pleochroismus, das heißt dem deutlich sichtbaren Farbwechsel bei Betrachtung des Minerals aus unterschiedlichen Blickrichtungen.
Das Typmaterial des Minerals wird in der mineralogischen Abteilung des Naturhistoriska riksmuseet (deutsch: Naturhistorisches Reichsmuseum) in Stockholm (Schweden) unter der Katalog-Nr. 83:995 (HT) aufbewahrt.
1893 beschrieb Lars Johan Igelström (1822–1897) drei neu entdeckte Minerale aus der Sjögruvan (siehe auch Grube Rällingsberg) bei Grythyttan (Gemeinde Hällefors) in der schwedischen Provinz Västmanland, die er als Elfstorpit (nach dem dortigen Unternehmen Elfvestorp Eisenwerke), Lamprostibian (nach altgriechisch λαμπρός lamprós „strahlend, glänzend, hell“ und dem in der Verbindung enthaltenen Stibium) und Chloroarsenian (nach altgriechisch χλωρός chlōrós „grüngelb“ und dem enthaltenen Arsen) bezeichnete.
Da der Allaktit bereits lange vor der Gründung der International Mineralogical Association (IMA) bekannt und als eigenständige Mineralart anerkannt war, hätte er theoretisch den Status eines grandfathered Mineral. In der 1980 erfolgten Publikation der IMA: Commission on new minerals and mineral names wurde allerdings Chloroarsenian als identisch mit Allaktit diskreditiert. Da dies automatisch eine nachträgliche Ankerkennung für den Allaktit bedeutete, wird das Mineral seitdem in der „Liste der Minerale und Mineralnamen“ der IMA unter der Summenanerkennung „IMA 1980 s.p.“ (special procedure) geführt.
Lamprostibian wurde bereits 1971 als identisch mit Melanostibian diskreditiert. Melanostibian wiederum gilt inzwischen als Synonym für das Mineral Melanostibit.
Erst 2004 konnten F. Fontan, D. Holtstam, P. de Parseval, F. Permingeat und B. Mason in ihrer Publikation durch eine Pulver-Röntgendiffraktionsanalyse am Typmaterial und anderen Exemplaren von Elfstorpit nachweisen, dass sich das Material nicht von Allaktit unterschied. Der Mineralname Elfstorpit wurde daraufhin diskreditiert und gilt seitdem als Synonym für Allaktit.

## Klassifikation
Bereits in der veralteten 8. Auflage der Mineralsystematik nach Strunz gehörte der Allaktit zur Mineralklasse der „Phosphate, Arsenate und Vanadate“ und dort zur Abteilung der „Wasserfreien Phosphate, Arsenate und Vanadate mit fremden Anionen“, wo er zusammen mit Chlorophoenicit, Asowskit (diskreditiert, da identisch mit Delvauxit), Flinkit, Hämatolith, Holdenit, Magnesiochlorophoenicit, Retzian und Synadelphit die „Flinkit-Synadelphit-Gruppe“ mit der System-Nr. VII/B.10 bildete.
Im zuletzt 2018 überarbeiteten und aktualisierten Lapis-Mineralienverzeichnis nach Stefan Weiß, das sich aus Rücksicht auf private Sammler und institutionelle Sammlungen noch nach dieser alten Form der Systematik von Karl Hugo Strunz richtet, erhielt das Mineral die System- und Mineral-Nr. VII/B.15-050. In der „Lapis-Systematik“ entspricht dies ebenfalls dort der Abteilung „Wasserfreie Phosphate, mit fremden Anionen F,Cl,O,OH“, wo Allaktit zusammen mit Argandit, Flinkit, Raadeit, Retzian-(Ce), Retzian-(La), Retzian-(Nd) und Waterhouseit die unbenannte Gruppe VII/B.15 bildet.
Auch die von der International Mineralogical Association (IMA) zuletzt 2009 aktualisierte 9. Auflage der Strunz’schen Mineralsystematik ordnet den Allaktit in die Abteilung der „Phosphate usw. mit zusätzlichen Anionen; ohne H2O“ ein. Diese ist allerdings weiter unterteilt nach der relativen Größe der beteiligten Kationen und dem Stoffmengenverhältnis der zusätzlichen Anionen zum Phosphat-, Arsenat- bzw. Vanadatkomplex, so dass das Mineral entsprechend seiner Zusammensetzung in der Unterabteilung „Mit ausschließlich mittelgroßen Kationen; (OH usw.) : RO4 > 2 : 1“ zu finden ist, wo es zusammen mit Flinkit die „Flinkit-Allaktit-Gruppe“ mit der System-Nr. 8.BE.30 und dem weiteren Mitglied Raadeit bildet.
Die vorwiegend im englischen Sprachraum gebräuchliche Systematik der Minerale nach Dana ordnet den Allaktit ebenfalls in die Klasse der „Phosphate, Arsenate und Vanadate“ und dort in die Abteilung der „Wasserfreie Phosphate etc., mit Hydroxyl oder Halogen“ ein. Hier ist er als alleiniger Namensgeber der „Allaktitgruppe“ mit der System-Nr. 41.02.01 und den weiteren Mitgliedern Raadeit und Waterhouseit innerhalb der Unterabteilung „Wasserfreie Phosphate etc., mit Hydroxyl oder Halogen mit (AB)Z7(XO4)2Zq“ zu finden.

## Kristallstruktur
Allaktit kristallisiert monoklin in der Raumgruppe P21/a (Raumgruppen-Nr. 14, Stellung 3) mit den Gitterparametern a = 11,03 Å; b = 12,12 Å; c = 5,51 Å und β = 114,1° sowie zwei Formeleinheiten pro Elementarzelle.

## Eigenschaften
Wie der Name des Minerals bereits andeutet, hat Allaktit ausgeprägte pleochroistische Eigenschaften und zeigt je nachdem, aus welcher Richtung das Licht durch den Kristall fällt, eine andere Farbe. In Richtung der x-Achse erscheint das Mineral daher Blutrot, in Richtung der y-Achse Hellgelb und in Richtung der z-Achse Seegrün.

## Bildung und Fundorte

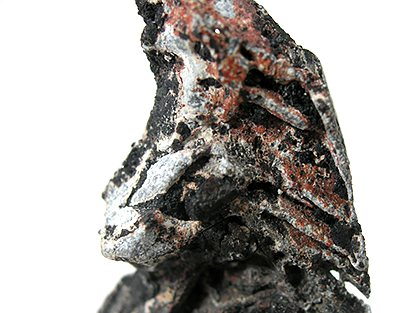
Rötliche Allaktitkristalle auf gediegen Blei aus Långban, Schweden (Größe: 4 cm × 2,6 cm × 1,2 cm)

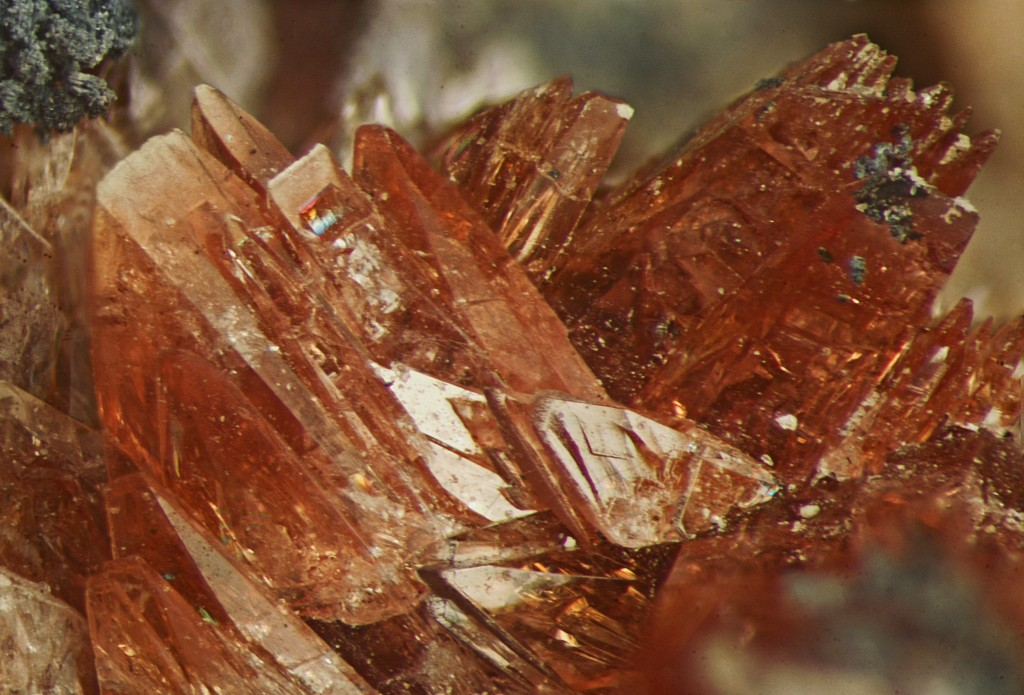
Bräunlichrotes Allaktit-Aggregat aus der Sterling Mine, Sterling Hill, Sussex County (New Jersey), USA (Sichtfeld 3,7 mm × 2,5 mm)

Allaktit bildet sich als Sekundärmineral in kleinen Äderchen, die metamorph veränderte Mangan-Lagerstätten durchziehen. Er kann aber auch in metamorph umgewandelten, geschichteten (stratiformen) Zink-Erzkörpern entstehen. Aufgrund seiner Bildungsbedingungen kann Allaktit mit vielen verschiedenen Mineralen vergesellschaftet sein wie unter anderem Adelit, Baryt, Calcit, Fluorit, Franklinit, Friedelit, Hämatolith, Hausmannit, Hodgkinsonit, Karyopilit, Leukophönicit, Pyroaurit, Pyrochroit, Sphalerit, Synadelphit, Willemit sowie verschiedenen Chloriten und Serpentinen.
Als seltene Mineralbildung konnte Allaktit nur an wenigen Fundorten nachgewiesen werden, wobei bisher 15 Fundorte dokumentiert sind (Stand 2023). Neben seiner Typlokalität Moss Mine trat das Mineral in Schweden noch in den ebenfalls nahe Nordmark gelegenen Gruben Brattfors, Finngruvan-Gröngruvan und Kitteln sowie bei Långban und in der Harstigen Mine bei Pajsberg in der Gemeinde Filipstad im Värmland zutage.
Weitere bekannte Fundorte für Allaktit sind der Tagebau „Iron Monarch“ bei Iron Knob auf der Eyre-Halbinsel in Südaustralien sowie die Franklin Mine im bekannten Bergbaubezirk Franklin (New Jersey) und die Sterling Mine bei Sterling Hill (Gemeinde Ogdensburg) im Sussex County (New Jersey) in den Vereinigten Staaten von Amerika.